# Ван Дорн, Аннита
Аннита ван Дорн (нидерл. Annita van Doorn; род. 26 апреля 1986) — нидерландская шорт-трекистка, серебряная призёр чемпионата мира по шорт-треку 2011 года, а также 3-кратная чемпионка Европы, 3-кратная бронзовая призёр чемпионата Европы. Участница зимних Олимпийских игр 2010 года в эстафете.

## Спортивная карьера
Аннита ван Дорн родилась в городе Утрехт. Заниматься начала с двенадцатилетнего возраста вместе со своей сестрой на базе клуба «Schaats Vereniging Utrecht». Она дебютировала на международной арене в 2003 году на командном чемпионате мира. Ван Дорн стала первым голландским конькобежцем по шорт-треку, одержавшим победу на дистанции Кубка мира. 
Первую медаль на соревновании международного уровня ван Дорн выиграла на чемпионате Европы по шорт-треку 2007 года в английском — Шеффилде. В эстафете голландские конькобежки с результатом 4:40.141 завоевали бронзовые медали, уступив более высокие позиции соперницам из Италии (4:37.427) и Германии (4:26.940). В общем зачёте заняла 6-е место. В 2008 году она стала чемпионкой Европы в беге на 500 м в латвийском Вентспилсе. В общем зачете она финишировала 5-й.
В январе 2010 года на чемпионате Европы в Дрездене вместе с командой завоевала бронзовую медаль в эстафете. На зимних Олимпийских играх 2010 года в Ванкувере ван Дорн была заявлена для выступления в забеге на 500 м, 1000 м и эстафете на 3000 м. Она финишировала 11-й на дистанции 1000 метров, 20-й на 500 м и 4-й в эстафете. В марте на чемпионате мира в Софии заняла 35-е место в общем зачёте. 
На чемпионате Европы в Херенвене она выиграла золотую медаль в эстафетной гонке и заняла 15-е место в общем зачёте. Следом на чемпионате мира в Шеффилде завоевала свою первую и единственную серебряную медаль в эстафете. В ноябре на чемпионате Нидерландов по отдельным дистанциям выиграла золото на дистанции 500 м и серебро на 1000 м, а в декабре на Кубке мира сломала ключицу, но полностью не восстановилась к чемпионату Европы, участвуя только в эстафете.
Последнюю медаль ван Дорн выиграла на чемпионате Европы в Млада-Болеславе 2012 года. В эстафете  голландские конькобежки с результатом 4:15,392 сек завоевали золотые медали, опередив соперниц из Италии (4:15,406) и Венгрии (4:16,867). На чемпионате мира в Пекине заняла 19-е место в общем зачёте и 6-е в эстафете.
В конце 2012 года в возрасте 29 лет ван Дорн приняла решение о прекращении профессиональной карьеры.

## Личная жизнь
Аннита ван Дорн дважды (2008, 2009 годах) становилась лучшим конькобежцем Нидерландов по шорт-треку, а в 2012 году была признана спортсменкой года в городе Утрехт. С 2013 года вместе с конькобежцем Мартеном Хайсеном занимается частной физиотерапевтической практикой.